# Patricia Isaac
Patricia Isaac (* 11. Juli 1987 in Edmonton, Alberta) ist eine kanadische Schauspielerin und Synchronsprecherin.

## Leben
Isaac wurde am 11. Juli 1987 in Edmonton geboren, wo sie auch aufwuchs. Dort trat sie bereits in jungen Jahren in Schul- und Kirchenaufführungen auf. Nach der High School studierte sie Wirtschafts- und Politikwissenschaften an der University of Alberta und wurde noch während ihres Studiums die jüngste Account Executive in Kanada für einen großen IT-Konzern. Sie nahm zusätzlich zu ihrem Berufsleben Abendkurse am Edmontons Citadel Theatre. Anschließend zog sie nach Vancouver, um ihrer künstlerischen Leidenschaft nachzugehen. Sie ist die Gründerin von License To Rise, einer Online-Plattform, die sich für Rechte von Frauen einsetze.
Sie debütierte 2005 im Kurzfilm Break a Leg, Rosie als Schauspielerin. Es folgten Besetzungen in Fernsehserien wie Dead Zone, Blood Ties – Biss aufs Blut, Psych oder Smallville. 2010 hatte sie eine Rolle im Fernsehfilm Der 16. Wunsch und im Spielfilm Daydream Nation – Drei sind einer zuviel inne. 2013 war sie in insgesamt neun Episoden der Fernsehserie Republic of Doyle – Einsatz für zwei in der Rolle der Monica Hayward zu sehen. 2018 übernahm sie in sieben Episoden der Fernsehserie Little Dog die Rolle der Vaani Abdeen. 2019 war sie in Supergirl als Agent Igle zu sehen. Im selben Jahr übernahm sie eine Sprechrolle in der Zeichentrickserie Der Prinz der Drachen.

## Filmografie (Auswahl)

### Schauspiel
- 2005: Break a Leg, Rosie (Kurzfilm)
- 2006: Dead Zone (Fernsehserie, Episode 5x04)
- 2007: Blood Ties – Biss aufs Blut (Blood Ties) (Fernsehserie, 2 Episoden)
- 2007–2008: Psych (Fernsehserie, 2 Episoden, verschiedene Rollen)
- 2008: Der Todes-Twister (NYC: Tornado Terror) (Fernsehfilm)
- 2009: Smallville (Fernsehserie, Episode 8x12)
- 2010: Der 16. Wunsch (16 Wishes) (Fernsehfilm)
- 2010: Daydream Nation - Drei sind einer zuviel (Daydream Nation)
- 2012: Eureka – Die geheime Stadt (Eureka) (Fernsehserie, Episode 5x01)
- 2013: Motive (Fernsehserie, Episode 1x02)
- 2013: Republic of Doyle – Einsatz für zwei (Republic of Doyle) (Fernsehserie, 9 Episoden)
- 2013: Baby Sellers (Fernsehfilm)
- 2014: Shamed (Kurzfilm)
- 2015: So You Said Yes (Fernsehfilm)
- 2015: Proof (Fernsehserie, Episode 1x01)
- 2015: Harvest Moon (Fernsehfilm)
- 2016: The Magicians (Fernsehserie, Episode 1x05)
- 2016: Commitment (Kurzfilm)
- 2018: Little Dog (Fernsehserie, 7 Episoden)
- 2018: Santa's Boots (Fernsehfilm)
- 2019: Supergirl (Fernsehserie, 2 Episoden)
- 2021: A New Year's Resolution (Fernsehfilm)
- 2021: Two Sentence Horror Stories (Fernsehserie, Episode 3x07)
- 2021–2022: The Good Doctor (Fernsehserie, 2 Episoden)
- 2022: Dog – Das Glück hat vier Pfoten (Dog)
- 2023: Merry Magic Christmas (Fernsehfilm)

### Synchronisation (Auswahl)
- 2019: Der Prinz der Drachen (The Dragon Prince) (Zeichentrickserie, 2 Episoden)